# Kanton Coroico
Der Kanton Coroico ist ein Verwaltungsbezirk im Departamento La Paz im südamerikanischen Anden-Staat Bolivien.

## Lage im Nahraum
Der Kanton Coroico ist einer von drei Cantones des Landkreises (bolivianisch: Municipio) Coroico in der Provinz Nor Yungas und liegt im östlichen Teil des Landkreises. Es grenzt im Nordosten an die Provinz Caranavi, im Nordwesten an den Kanton Mururata, im Westen an den Kanton Pacollo, im Südwesten an die Provinz Sud Yungas, und im Osten an das Municipio Coripata.
Der Kanton erstreckt sich zwischen 16° 02' und 16° 21' südlicher Breite und 67° 33' und 67° 50' westlicher Breite, er misst von Norden nach Süden bis zu 30 Kilometer, von Westen nach Osten bis zu 15 Kilometer. Der Kanton hat 64 Ortschaften (localidades), zentraler Ort ist Coroico mit 2.319 Einwohnern (2012) im zentralen Teil des Kantons.

## Geographie
Der Kanton Coroico liegt in den bolivianischen Yungas am Ostabhang der Anden-Gebirgskette der Cordillera Real. Das Klima der Region ist ein typisches Tageszeitenklima, bei dem die mittleren Temperaturen im Tagesverlauf stärker schwanken als im Jahresverlauf.
Der Jahresniederschlag hier in den subtropischen Yungas liegt bei 1100 mm (siehe Klimadiagramm Coroico) und weist eine deutliche Trockenzeit von Mai bis August und eine Regenzeit von Dezember bis Februar auf. Die Monatsdurchschnittstemperaturen schwanken nur unwesentlich zwischen 20 °C und 25 °C, tagsüber ist es sommerlich warm und nachts angenehm kühl.

## Bevölkerung
Die Einwohnerzahl des Kanton ist zwischen den beiden letzten Volkszählungen um etwa ein Viertel angestiegen. Für das Jahrzehnt bis zum Jahr 2010 geht die offizielle Bevölkerungsschätzung für das Municipios Coroico von einer ähnlichen Entwicklung aus wie in dem Jahrzehnt vor 2001.
| Jahr | Einwohner | Quelle           |
| ---- | --------- | ---------------- |
| 1992 | 7.244     | Volkszählung     |
| 2001 | 8.876     | Volkszählung     |
| 2010 | .         | noch keine Daten |

## Gliederung
Der Kanton untergliedert sich in insgesamt 54 Unterkantone (vicecantones).